# 釧路信用金庫
釧路信用金庫（くしろしんようきんこ、英: Kushiro Shinkin Bank）は、北海道釧路市に本店を置く信用金庫である。

## 概要
当金庫は釧路市に本店を置いている。十勝総合振興局の一部が営業エリアで、隣接するオホーツク総合振興局・根室振興局には営業エリアが広がっていない。
指定金融機関としては弟子屈町が指定しており、釧路市は指定代理金融機関としている。
自己資本比率は13.77%（2012年3月末現在、国内基準）と安定した状況にある。

## 沿革
- 1925年（大正14年）5月20日 - 産業組合法による有限責任釧路信用組合を設立[1]。
- 1943年（昭和18年）4月 - 市街地信用組合法により釧路信用組合に改組。
- 1951年（昭和26年）10月23日 - 信用金庫法の制定に伴い、釧路信用金庫に改組[1]。
- 1974年（昭和49年）12月9日 - 釧路信用金庫本店ビルが開設[1]。
- 2019年（令和元年）6月24日：北海道銀行とのATM相互無料提携を開始[3][4][5]。

## totoの払い戻し店
スポーツ振興くじ（toto）当選券の払い戻し店は以下の店舗でのみ取り扱う。
- 本店
- 木場支店